# Forêts de Thiérache : Hirson et Saint-Michel
Forêts de Thiérache : Hirson et Saint-Michel este o arie protejată (arie de protecție specială avifaunistică — SPA) din Franța întinsă pe o suprafață de 7.407 ha, integral pe uscat.

## Localizare
Centrul sitului Forêts de Thiérache : Hirson et Saint-Michel este situat la coordonatele 49°56′22″N 4°07′44″E / 49.93944°N 4.12889°E.

## Înființare
Situl Forêts de Thiérache : Hirson et Saint-Michel a fost declarat arie de protecție specială avifaunistică în baza directivei 79/409 din 1979 referitoare la conservarea păsărilor sălbatice pentru a proteja 12 specii de animale.

## Biodiversitate
Situată în ecoregiunile atlantică și continentală, aria protejată nu include niciun habitat protejat.
La baza desemnării sitului se află mai multe specii protejate de  păsări (12): pescăruș albastru (Alcedo atthis), cocoșul de mesteacăn (Bonasa bonasia), caprimulg (Caprimulgus europaeus), barză albă (Ciconia ciconia), barză neagră (Ciconia nigra), mierla de apă (Cinclus cinclus), erete vânăt (Circus cyaneus), ciocănitoarea de stejar (Dendrocopos medius), ciocănitoare neagră (Dryocopus martius), sfrâncioc roșiatic (Lanius collurio), vultur pescar (Pandion haliaetus), viespar (Pernis apivorus).
Pe lângă speciile protejate, pe teritoriul sitului au mai fost identificate 2 specii de păsări.